# 유선 (촉한)
한 회제 유선(漢 懷帝 劉禪, 207년 ~ 271년)은 중국 삼국시대 촉한의 마지막 황제(재위: 223년 ~ 263년)이다. 선주 유비의 적장자로, 《정사 삼국지》의 저자 진수가 조위 정통론의 입장에서 전 황제인 유비와 구별하여 유선을 후주(後主)라고 지칭하였다.
자는 공사(公嗣), 아명은 아두(阿斗)였다. 조운이 당양 장판파에서 구하였고 유비가 '너 때문에 용맹한 장수를 잃을 뻔하였다'라고 한탄하며 땅바닥에 던져버렸다고 전해지는 아두가 곧 그다.
17세에 유비의 뒤를 이어 황제가 되고, 유비의 탁고 유지를 받든 승상 제갈량에게 내정과 외정을 총괄케 하고, 신료들을 감독하게 하였다. 제갈량 사후, 장완, 비의, 강유 등에게 국정을 맡기고 정치에 관여를 거의 하지 않으며, 재위 41년 째인 263년에 등애의 기습 공격으로 수도인 성도(成都)가 위태로워지자, 그해 겨울에 위에 항복하였다. 이후 종회와 강유가 위나라에 대한 반란을 꾀하다가 토벌된 뒤, 낙양에 압송되어 안락공(安樂公)에 봉해졌다.
사후 서진에서 내린 시호는 안락사공(安樂思公)이며, 한나라(漢; 전조의 전신)를 세운 유연은 촉한의 후계자를 자처하면서 사시(私諡)로 효회황제(孝懷皇帝)를 올렸다.

## 촉한의 멸망과 유선
《삼국지연의》에서는 유선이 말년에 권신 진지와 환관 황호를 총애하여 나라를 망쳤다.
하지만 《삼국지》에 따르면, 촉한의 멸망 원인은 다른 데 있다. 263년 위가 촉을 정벌할 때 위나라 황제의 조서에서 이르기를, “촉은 작은 나라로, 영토가 좁고 백성 수가 적음에도 강유는 군대를 혹사하여 잠시도 쉬게 하지 않았다. 지난 해에 강유가 전쟁에서 진 뒤, 답중에서 둔전을 하며 수많은 강인(羌人)을 핍박하고 끊임없이 일을 시켜 백성이 명령을 견디지 못했다.”고 하고 있다. 여기에서 유선이 환관에게 미혹되거나 실정했다는 말은 일절 없으며, 위가 촉한을 치려 한 까닭이 황제 유선이 못나서가 아니라 강유에게 있음을 지적하고 있다.
또한 250년대 말까지는 황호의 발호를 동윤을 비롯한 다른 신하들이 견제하고 있었으며, 유선 또한 황호 이상으로 이들을 신임하였다.
하지만, 유선의 재위 말년의 정치적 실정은 결코 무시할 수 없는 문제다. 강유의 북벌이 실패한 원인 가운데 하나가 유선이 황호의 말에 미혹된 점도 있기 때문이다. 또한 위와 촉의 국력 차이를 고려하면, 비록 잠시 동안일지라도 실정이 거듭될 경우 멸망할 수 있는 나라가 촉이었다.
262년 10월, 북벌을 위해 출병했던 강유는 패한 뒤 성도나 위가 촉을 공격하기 위해 반드시 지나야 하는 검각에 머물지 않고, 검각 북서쪽에 있는 답중으로 가서 주둔한다. 그러자 위나라 황제는 “촉이 의지하는 이는 강유뿐인데, 그가 본거지를 떠난 틈을 타서 공격하면 절반의 힘으로 두 배의 효과를 거둘 수 있다” 라고 말하며 263년 5월에 촉 정벌에 나선다.
이후 유선은 반년만인 11월에 항복한다.
결국 촉한의 멸망은 위나라와의 국력 차이, 황호의 발호와 유선의 '사람에 의지하는 정치'에서 비롯된 잘못된 인사기용, 촉한의 주력군의 사령관이던 강유의 전략적 실패 등 복합적인 요인이 어우러져 발생한 결과다.

## 사망과 그 이후
유선은 271년 65세의 나이로 사망하였으며, 안락사공(安樂思公)에 봉해졌다. 유선이 지니고 있었던 안락공 지위는 위나라 시대에 이어 서진 왕조에 이르기까지 자손에게 승계되다가, 서진 말기 일어난 영가의 난 때에 후손들이 모두 죽거나 흩어지면서 중단되었다. 서진 왕조가 몰락한 직후 시작된 오호십육국 시대에 한(漢, 훗날 전조)을 세운 흉노 출신의 유연(劉淵)은 자신이 한나라의 계승자임을 자처하면서 유선에게 효회황제(孝懷皇帝)라는 시호를 올렸다.

## 평가와 논란
유선은 현명한 승상에게 정치를 맡겼을 때는 도리를 따르는 군주였지만, 환관에 미혹됐을 때는 어리석은 군주였다. 경전에서 말하기를 '흰색 실이 일정한 색깔이 없고 물감에 따라 물들여질 뿐이다.'라고 했는데 정말 그렇구나! 예(禮)에서는 국왕이 제위를 이은 뒤에 1년이 지나면 연호를 바꾼다고 했는데, 장무 3년에 건흥이라고 바꾸어 불렀다. 이는 고대의 의리로 살펴보면 나라의 근본 예법에 어긋난다. 또 촉나라는 사관을 두지 않아 기록하는 관원이 없었으므로 시행한 정사가 많이 유실되었으며 재앙이나 이변도 기록되지 않았다. 제갈량은 비록 정치에는 통달하였어도 이러한 일에는 주도면밀하지 못했다. 그렇지만 제갈량이 살아 있는 동안에는 20년이 지나도록 연호를 바꾸지 않았고, 군대도 여러 차례 출병했지만 쉽게 사면을 내리지 않은 것은 또한 탁월하지 않은가? 제갈량이 죽은 뒤부터 이런 제도는 점점 무너져 우열이 두드러지게 되었다.— 진수

《진서(晉書)》에서는 “제나라 환공에 다음가는 현명한 군주”라는 문장이 있으며, 왕은(王隱)도 《촉기(蜀記)》에서 “유선은 총명하고 사리에 밝은 왕이다.”라고 하였다. 중국 역사에서 제 환공은 밑에 훌륭한 신하가 있으면 명군, 없으면 암군이라는 의미로서 쓰이고 있다.
《삼국지》 <위서> 육개전에 의하면, 육개는 촉한의 멸망 원인에 대해 '군주는 사치스럽게 하고 백성들의 힘을 긴급하지 않은 곳에서 고갈시켰다. 그 때문에 진에 토벌되었다.'라고 분석하고 있다. 또한 《자치통감》 에서도 사마사(司馬師)는 '촉한이 의지하는 사람은 강유뿐이니 강유를 묶어둔다면 유선의 아둔함으로는 아무것도 할 수 없을 것이다'라고 평가하고 촉정을 계획했다.
유선은 연의에서 흔히 묘사되는 아둔한 군주만은 아니었다. 만약 유선이 아둔하고 암우한 군주에 불과했다면 41년이라는 긴 시간 동안 황위를 지킬 수는 없었을 것이기 때문이다. 실제로 유선이 촉의 황제로 재위하던 동안 위는 조예, 조방, 조모, 조환으로, 오는 손권, 손량, 손휴로 황제가 바뀌었다.
제갈량(諸葛亮)이 남만 정벌을 다녀올 무렵에는 스스로 정책을 만들어 시행하기도 하였으며 정사 삼국지(正史 三國志) 촉서(蜀書) 장완전(張琬傳)에 의하면 군사적인 안목도 가지고 있어서 위나라의 권신(權臣) 사마중달(司馬仲達)이 연왕(燕王) 공손연(公孫淵)을 토벌하러 요동(遼東)으로 떠났을 때 대장군 장완(蔣琬)에게 다음과 같은 조서(詔書)를 내린다.
| “ | 조예(曹叡)가 포악하여 요동 3군은 그 때문에 고통을 받아 서로 규합하고 떨어져 나왔으며 이제 대군을 일으켜 요동을 정벌한다하오. 옛날 (진시황의) 진(秦)나라가 멸망한 것은 진승(陳勝)과 오광(吳廣)이 난(亂)을 일으켰기 때문이오. 오늘날 이러한 변란은 곧 하늘이 내려준 기회이니 그대는 조속히 행장(行裝)을 꾸려 삼군(三軍)을 통솔해 한중(漢中)에 진주(進駐) 하시오. 오나라 군사가 행동을 개시하는 것을 기다렸다가 동서 양쪽에서 서로 호응하도록 하오. 이어서 위나라 내부에 변고(變故) 가 생기면 바로 진공(進攻)하여도 좋소. | ” |

하지만 유선이 41년동안 황위를 지킬 수 있었던 것은, 그가 유능한 황제였기 때문이 아니었다. 유선은 일국의 천자로서 반드시 갖추어야 할 정치적 재능이 아예 없지는 않았지만 다소 부족한 인물이었으며, 제갈량 사후에도 동윤과 장완, 비의 등이 유선을 보좌하며 정치를 이끌었다. 동윤의 사후 환관 황호가 권신 진지와 결탁하여 정권을 잡아 촉한은 멸망의 길을 걷기 시작하며, 강유가 황호를 처형하자고 상주했을 때에도 유선은 황호가 소인배임을 알고 있었으나 계속 그를 총애하였다.

## 유선의 친족관계
- 유웅 (증조부)
- 유홍 (조부)
- 유비 (부친)
- 소열황후 (모친)
- 경애황후 (부인)
- 장황후 (부인)
  - 장비 (장인)
  - 하후패 (처외숙)
  - 하후위 (처외숙)
  - 하후혜 (처외숙)
  - 하후화 (처외숙)
- 하후연 (처외조부)
- 유봉 (의형, 유봉은 유비의 양자)
- 유영 (이복 동생)
  - 유현 (종손)
- 유리 (이복 동생)
  - 유윤 (조카)
    - 유승 (종손)

  - 유집 (조카)
  - 마씨 (제수)
- 유선 (장남)
- 유요 (차남)
- 유종 (삼남)
- 유찬 (사남)
- 유심 (오남)
- 유순 (육남)
- 유거 (칠남)
- 관통 (사위)
  - 관우 (사돈)
- 비공 (사위)
  - 비의 (사돈)
- 비씨 (첩)
  - 비의 (사돈)
- 제갈첨 (사위)
  - 제갈량 (사돈)
  - 제갈상 (외손자)
  - 제갈경 (외손자)
- 등량 (사위)
  - 등지 (사돈)

## 기년
| 효회제      | 원년                | 2년        | 3년        | 4년        | 5년        | 6년             | 7년        | 8년        | 9년        | 10년       |
| ----------- | ------------------- | ---------- | ---------- | ---------- | ---------- | --------------- | ---------- | ---------- | ---------- | ---------- |
| 서력 (西曆) | 223년               | 224년      | 225년      | 226년      | 227년      | 228년           | 229년      | 230년      | 231년      | 232년      |
| 간지 (干支) | 계묘(癸卯)          | 갑진(甲辰) | 을사(乙巳) | 병오(丙午) | 정미(丁未) | 무신(戊申)      | 기유(己酉) | 경술(庚戌) | 신해(辛亥) | 임자(壬子) |
| 연호 (年號) | 건흥(建興) 원년     | 2년        | 3년        | 4년        | 5년        | 6년             | 7년        | 8년        | 9년        | 10년       |
| 효회제      | 11년                | 12년       | 13년       | 14년       | 15년       | 16년            | 17년       | 18년       | 19년       | 20년       |
| 서력 (西曆) | 233년               | 234년      | 235년      | 236년      | 237년      | 238년           | 239년      | 240년      | 241년      | 242년      |
| 간지 (干支) | 계축(癸丑)          | 갑인(甲寅) | 을묘(乙卯) | 병진(丙辰) | 정사(丁巳) | 무오(戊午)      | 기미(己未) | 경신(庚申) | 신유(辛酉) | 임술(壬戌) |
| 연호 (年號) | 11년                | 12년       | 13년       | 14년       | 15년       | 연희(延熙) 원년 | 2년        | 3년        | 4년        | 5년        |
| 효회제      | 21년                | 22년       | 23년       | 24년       | 25년       | 26년            | 27년       | 28년       | 29년       | 30년       |
| 서력 (西曆) | 243년               | 244년      | 245년      | 246년      | 247년      | 248년           | 249년      | 250년      | 251년      | 252년      |
| 간지 (干支) | 계해(癸亥)          | 갑자(甲子) | 을축(乙丑) | 병인(丙寅) | 정묘(丁卯) | 무진(戊辰)      | 기사(己巳) | 경오(庚午) | 신미(辛未) | 임신(壬申) |
| 연호 (年號) | 6년                 | 7년        | 8년        | 9년        | 10년       | 11년            | 12년       | 13년       | 14년       | 15년       |
| 효회제      | 31년                | 32년       | 33년       | 34년       | 35년       | 36년            | 37년       | 38년       | 39년       | 40년       |
| 서력 (西曆) | 253년               | 254년      | 255년      | 256년      | 257년      | 258년           | 259년      | 260년      | 261년      | 262년      |
| 간지 (干支) | 계유(癸酉)          | 갑술(甲戌) | 을해(乙亥) | 병자(丙子) | 정축(丁丑) | 무인(戊寅)      | 기묘(己卯) | 경진(庚辰) | 신사(辛巳) | 임오(壬午) |
| 연호 (年號) | 16년                | 17년       | 18년       | 19년       | 20년       | 경요(景耀) 원년 | 2년        | 3년        | 4년        | 5년        |
| 효회제      | 41년                |            |            |            |            |                 |            |            |            |            |
| 서력 (西曆) | 263년               |            |            |            |            |                 |            |            |            |            |
| 간지 (干支) | 계미(癸未)          |            |            |            |            |                 |            |            |            |            |
| 연호 (年號) | 6년 염흥(炎興) 원년 |            |            |            |            |                 |            |            |            |            |

## 같이 보기
- 중국의 군주 목록
- 삼국지 인물 목록